# Волфрам алфа
Волфрам алфа је рачунарски упитнички систем који је развио Волфрам рисерч, на челу са Стивеном Волфрамом. То је  интернет сервис који за разлику од претраживача који избаце листу докумената и страница које можда поседују одговор на питање, даје директне одговоре на конкретна питања уз помоћ огромне базе података, алгоритама и на хиљаде процесора смештених у Дел центрима. Пројекат је најављен у марту, а јавности је презентован 15. маја 2009. године.

## Преглед
Волфрам алфа није интернет претраживач. Корисници уписују своја питања или математичке и друге задатке у текстуално поље. Након тога Волфрам алфа израчунава резултате, ради визуелизацију из своје базе података користећи се бројним алгоритмима. Управо такав начин рада разликује га од осталих претраживача који заправо само индексирају велики број страница и на упит дају адресе тих страница. Волфрам алфа је доста сличан пројекту Сис започетом 1984. године.
Волфрам Алфа је направљен на Волфрамовом ранијем подухвату, софтверу Математика, који садржи рачунарску алгебру, знаковни и нумерички прорачун, визуелизацију и статистичке могућности. Како се Математика покреће у позадини, сајт је у могућности да изврши математичке операције.
С друге стране, Волфрам Алфа је у могућности да одговори на норамална питања заснована на чињеницама, као на пример: „Где је рођен/а ...?“ (енг. Where was Mary Robinson born?), или нешто сложенија: „Колико је година имао/ла ... хххх године?“ (енг. How old was Queen Elizabeth II in 1974?).
При уносу неког питања на ћирилици, добићемо одговор да Волфрам Алфа још увек не прича словенске језике.

## Технологија
Волфрам алфа је заправо огромна хрпа података и алгоритама за препознавање контекста питања. Састоји се од преко десет трилиона разних података, 50.000+ врста алгоритама и преко хиљаду лингвистичких могућности. Ради са уграђеним софтвером математике који садржи преко 6 милиона линија кода, а покреће се на преко 10 хиљада процесора. Код се из дана у дан повећава, а додавање новог кода се обавља једном седмично.

## Потребан софтвер
Волфрам алфа захтева ажуриран веб читач. Интернет експлорер 7, Мозила фајерфокс 3, Сафари 3, Гугл кроум и Опера 9, уз све наредне верзије ових читача су компатибилне за рад сајта. На старијим читачима, сајт приказује поруку да неке опције неће радити.